# Ursula Püschel
Ursula Püschel (* 1. Juni 1930 in Töpchin; † 10. August 2018 in Bernau bei Berlin) war eine deutsche Literaturwissenschaftlerin, Journalistin und Schriftstellerin. Ein Schwerpunkt ihrer Arbeit betraf das Werk der Schriftstellerin Bettina von Arnim, einer Vertreterin der Vormärz-Literatur.

## Leben
Nach dem Abitur 1948 studierte Ursula Püschel Geschichte und Germanistik an der Humboldt-Universität zu Berlin. Sie schloss das Studium 1952 mit dem Staatsexamen ab. Danach arbeitete sie bis 1955 an der Akademie der Künste in Berlin im Bettina-von-Arnim-Archiv. 1965 wurde sie mit der Dissertation Bettina von Arnims politische Schriften an der Humboldt-Universität zum Dr. phil. promoviert.
In den Folgejahren war sie – neben ihrer wissenschaftlichen Arbeit – für Presse, Rundfunk, Theater, Fernsehen und Film tätig. Seit 1985 arbeitete Ursula Püschel freiberuflich als Literaturkritikerin und Essayistin. Ihr literaturkritisches Interesse galt besonders Veröffentlichungen von und über Frauen.
Ursula Püschel hatte neben ihrer beruflichen Entwicklung zwei mehrjährige Phasen mit Kontakten zum Ministerium für Staatssicherheit (MfS). Ab Ende der 1950er Jahre war sie bis 1961 als schriftlich verpflichtete Kontaktperson mit dem Decknamen Dichter tätig. Dabei ging es dem MfS vor allem um Kontakte zu dem dann republikflüchtigen Betreuer ihres damaligen Dissertationsvorhabens. Als sie ca. 20 Jahre später bei der DEFA arbeitete, wurde sie für die dort zuständige MfS-Diensteinheit interessant und 1980 erneut verpflichtet – diesmal unter dem Decknamen Margot Otto. Dem MfS ging es dabei um die Durchsetzung der Kulturpolitik von Partei und Regierung. Margot Otto übergab hierzu bis maximal 1983 Analysen und Einschätzungen zu laufenden und geplanten Filmprojekten.

## Bettina von Arnim
Das Bettina-von-Arnim-Archiv, jetzt in der Klassik Stiftung Weimar, gelangte an die Akademie der Künste Berlin, als sich im Arnimschen Herrensitz Schloss Wiepersdorf nach Kriegsende auch Manuskripte von Achim und Bettina fanden, die bei der Versteigerung des Arnimschen Nachlasses 1929 nicht veräußert worden waren. Unter den Papieren entdeckte Ursula Püschel handschriftliche Entwürfe Bettina von Arnims zur Polenbroschüre („An die aufgelöste Preußische Nationalversammlung“), im Januar 1849 anonym erschienen, in der sie ein von preußischen Besitzansprüchen freies Polen forderte. Ihre Autorschaft wurde 1906 durch den Literaturwissenschaftler Reinhold Steig, der den Nachlass kannte, verleugnet. Ursula Püschel hat 1954 diese Broschüre zum ersten Mal seit 1849 und zum ersten Mal mit dem Namen Bettina von Arnims als Autorin veröffentlicht.
Neben einer Reihe von Aufsätzen und Büchern war Püschels wichtigste Arbeit die Herausgabe des Briefwechsels der Schriftstellerin mit dem preußischen König Friedrich Wilhelm IV., der – als ein gewichtiger Teil ihres Werkes – außer einem kleinen Anteil bis dahin nicht publiziert und zu großen Teilen noch unbekannt war. 2004 erschien der Essay-Band Bettina von Arnim – politisch.
- Bettina von Arnims Polenbroschüre. Henschelverlag, Berlin 1954
- und mehr als einmal nachts im Thiergarten. Bettina von Arnim und Heinrich Bernhard Oppenheim, Briefe 1841–1849. Schriftenreihe der Bettina-von-Arnim-Gesellschaft, Bettina-von-Arnim-Studien Band 1, Berlin 1990, ISBN 3-924894-31-0
- Wider die Philister und die bleierne Zeit. Untersuchungen, Essays, Aufsätze über Bettina von Arnim. Altberliner Bücherstube, Verlagsbuchhandlung Oliver Seifert, Berlin 1995, ISBN 3-930265-12-5
- Die Welt umwälzen – denn darauf läufts hinaus. Der Briefwechsel zwischen Bettina von Arnim und Friedrich Wilhelm IV. Aisthesis Verlag, Bielefeld 2001, ISBN 3-89528-312-6
- Bettina von Arnim – politisch. Erkundungen, Entdeckungen, Erkenntnisse. Aisthesis-Verlag, Bielefeld 2005, ISBN 3-89528-482-3

## Weitere Werke (Auswahl)
- Unterwegs in meinen Dörfern: Bericht von Berlstedt am Ettersberg. Hinstorff, Rostock 1980.
- Mit allen Sinnen: Frauen in der Literatur; Essays. Mitteldeutscher Verlag, Halle und Leipzig 1982.
- Der Schlangenbaum: Eine Reise nach Moçambique. Mitteldeutscher Verlag, Halle und Leipzig 1984.
- Kernbauer: Auskünfte und Beobachtungen. Hinstorff, Rostock 1974.
- „… wider die Philister und die bleierne Zeit“: Untersuchungen, Essays, Aufsätze über Bettina von Arnim. Altberliner Bücherstube, Verlagsbuchhandlung Oliver Seifert, Berlin 1996.

## Hörspiel (Bearbeitung)
- 1965: Giovanni Boccaccio: Vier ergötzliche Geschichten aus dem Dekamerone des Messer Giovanni Boccaccio – Regie: Renate Thormelen (Hörspiel – Litera)